# Greabăn

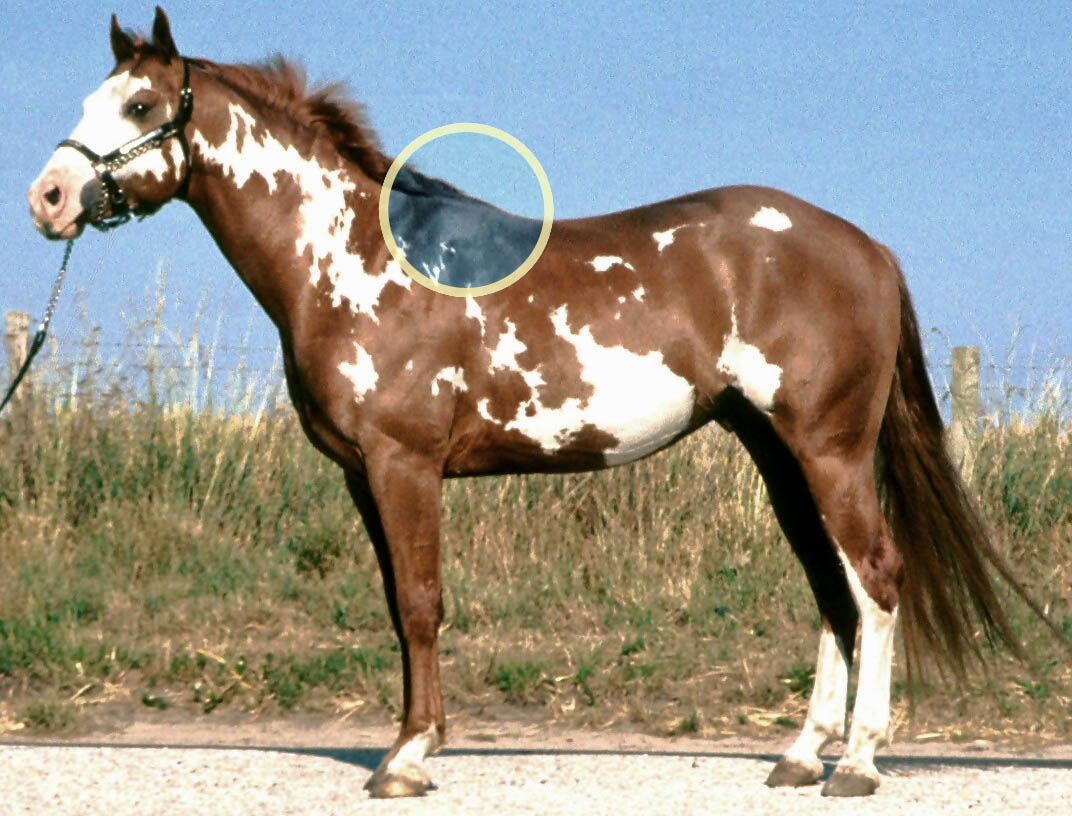
Greabănul unui cal.

Greabănul este partea proeminentă a corpului unui animal patruped situată între ceafă și spate. „Înălțimea la greabăn” se măsoară de la sol până la greabăn și este un standard al taliei pentru numeroase animale patrupede, îndeosebi pentru cai și câini.